# Corscia
Corscia település Franciaországban, Haute-Corse megyében. Lakosainak száma 124 fő (2022. január 1.). Corscia Asco, Calacuccia, Castiglione, Castirla, Corte, Lozzi és Soveria községekkel határos.

## Népesség
A település népességének változása:
| Lakosok száma | 290  | 260  | 155  | 161  | 167  | 133  | 129  | 128  | 127  | 124  |
|               | 1968 | 1982 | 1999 | 2006 | 2011 | 2015 | 2017 | 2018 | 2020 | 2022 |